# Tadeusz Wijata
Tadeusz Wijata (ur. 1 czerwca 1955 w Łodzi, zm. 25 czerwca 2021 tamże) – polski artysta fotograf. Członek rzeczywisty i Artysta Fotoklubu Rzeczypospolitej Polskiej (AFRP). Członek Łódzkiego Towarzystwa Fotograficznego.

## Życiorys
Tadeusz Wijata był związany z łódzkim środowiskiem fotograficznym – mieszkał i pracował w Łodzi. Fotografował od 1978 roku. Był absolwentem Technikum Mechanicznego nr 4 w Łodzi oraz absolwentem Uniwersytetu Łódzkiego – studia na kierunku kulturoznawstwo i filmoznawstwo. Od 1998 roku był członkiem Łódzkiego Towarzystwa Fotograficznego, w którym od 2000 roku pełnił funkcję wiceprezesa Zarządu. Pracownik Filmoteki Narodowej – od 2000 roku był kierownikiem łódzkiego oddziału Filmoteki Narodowej. 
Tadeusz Wijata był autorem i współautorem wielu wystaw fotograficznych; indywidualnych, zbiorowych, poplenerowych oraz pokonkursowych. Prezentował swoje prace również za granicą – m.in. w Belgii, Czechach, Hiszpanii. W 2004 roku został przyjęty w poczet członków Fotoklubu Rzeczypospolitej Polskiej Stowarzyszenia Twórców. Decyzją Komisji Kwalifikacji Zawodowych Fotoklubu RP, otrzymał dyplom potwierdzający kwalifikacje do wykonywania zawodu artysty fotografa, fotografika (legitymacja nr 182). Aktywnie uczestniczył w spotkaniach autorskich oraz prezentacjach swoich fotografii. Uczestniczył w pracach jury w ogólnopolskich konkursach fotograficznych. 
W 2018 roku został uhonorowany Medalem „Za Zasługi dla Fotografii Polskiej” – odznaczeniem przyznawanym przez Kapitułę Fotoklubu Rzeczypospolitej Polskiej Stowarzyszenia Twórców – w 100. rocznicę odzyskania przez Polskę niepodległości.
Pochowany na cmentarzu na Mani w Łodzi.

## Odznaczenia
- Medal „Za Zasługi dla Fotografii Polskiej” (2018)[16]

## Publikacje (albumy)
- Dziewczyny z granicy snu (2004)[5]